# Cleope Teresa Magliano
Pour les articles homonymes, voir Magliano.
Cleofe Teresa Ginetta Magliano, connue sous le nom de Cleope Magliano, née le 21 février 1889 à Turin et morte à Paris le 1er décembre 1926 ,, est une danseuse de ballet italienne.

## Biographie
Sœur d'Emma Magliani, élève de l'Opéra de Paris, danseuse étoile à la Scala de Milan puis ballerine du ballet de l'Opéra de Monte-Carlo, elle épouse en 1908 l'Aga Khan III et abandonne alors sa carrière. Elle se marie au Caire selon la loi musulmane et à deux enfants dont Ali Khan.
Malade, elle meurt lors d'une opération intestinale à Paris.